# أييوس ديميتريوس (كوزاني)
أييوس ديميتريوس (Άγιος Δημήτριος) هي مدينة في كوزاني في مقاطعة فوريا إلادا في اليونان.
يبلغ عدد سكانها حوالي 1075 نسمة.